# St. Oswald (Boßweiler)
Die katholische Kirche St. Oswald steht unter Denkmalschutz.

## Lage
Die Kirche befindet sich in der zum Ortsteil Boßweiler gehörenden Straße St. Oswald.

## Geschichte
Da die alte Pfarrkirche des Quirnheimer Schlosses protestantisch blieb, ließ die katholische Familie Merz von Quirnheim im nahen Boßweiler zwischen 1700 und 1707 die gotische Oswaldskapelle in eine ansprechende barocke Pfarr- und Wallfahrtskirche umbauen. Die alte Kapelle, deren Chor wie üblich im Osten lag, wurde als Querschiff in den Neubau übernommen, so dass die neue Barockkirche eine ungewöhnliche Nord-Süd-Ausrichtung mit Chor nach Süden aufweist. Die Rücksichtnahme auf die historische Bausubstanz erklärt sich daraus, dass diese ein hergebrachtes religiöses Zentrum der Region mit einem seltenen Patrozinium war. Es existierte dort eine althergebrachte Wallfahrt zu dem selten verehrten Pest- und Viehpatron St. Oswald von England, und das Gotteshaus besitzt bis heute eine Schädelreliquie dieses Königs.
Bei einer Visitation der Pfarrei durch Bischof Nikolaus von Weis entdeckte der ihn begleitende Domkapitular Wilhelm Molitor 1860 in der Kirche mehrere beschädigte und völlig unbeachtete Altargemälde. Auf seine Initiative hin wurden sie restauriert und wieder zusammengefügt. Es handelt sich um einen Flügelaltar aus dem Umfeld Martin Schongauers, der um 1485 entstand und sich heute in Speyer – früher im Dom – nun in St. Ludwig befindet. Er gilt als einer der wertvollsten und bedeutendsten mittelalterlichen Altäre der Pfalz und wird nach seinem Herkunftsort als „Boßweiler Altar“ bezeichnet. Besonders seine anziehenden Weihnachtsdarstellungen finden sich öfter auch überregional in Büchern und Druckwerken.
In der Kirche befindet sich die nicht öffentlich zugängliche Grablege der Ritter Merz von Quirnheim. Die Decke des Gotteshauses ziert ein prächtiges, farbiges Wappen des Geschlechtes. Eine neuzeitliche Gedenktafel weist auch auf den von der dieser Familie abstammenden Oberst Albrecht Mertz von Quirnheim hin, der beim Attentat vom 20. Juli 1944 als Widerstandskämpfer starb.